# فالنتين جاكوب
فالنتين جاكوب (بالفرنسية: Valentin Jacob) هو لاعب كرة قدم فرنسي، ولد في 15 يونيو 1994 في باريس في فرنسا. لعب مع نادي أوكسير ونادي نيور.

## وصلات خارجية
- فالنتين جاكوب على موقع رابطة كرة القدم الفرنسية للمحترفين (الإنجليزية)
- فالنتين جاكوب على موقع قاعدة بيانات كرة القدم.إي يو (الإنجليزية)
- فالنتين جاكوب على موقع Soccerway.com (الإنجليزية)